# Mather (släkt)

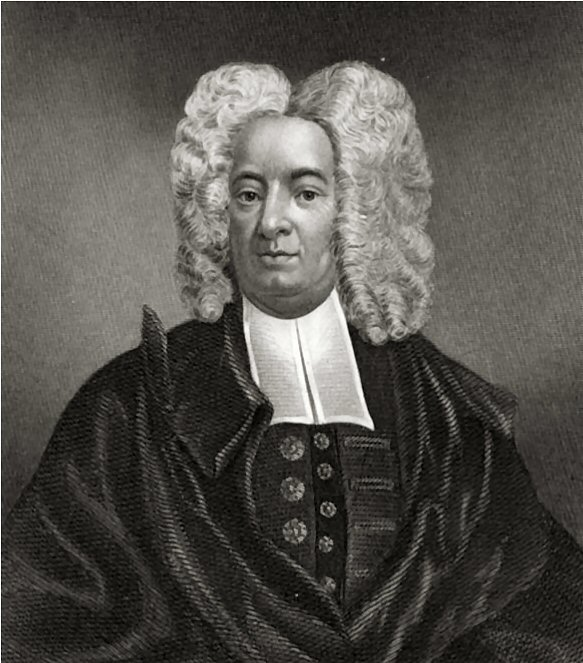
Cotton Mather.

Mather var en nordamerikansk prästsläkt som var betydelsefull i Massachusetts historia. 
- Richard Mather, född 1596, död 1669, var en kongregationalistisk predikant i Liverpool som 1635 utvandrade till New England.

- Hans son Increase Mather, född 1639, död 1723, var en predikant med stort religiöst och politiskt inflytande samt rektor för Harvard College.

- Dennes son Cotton Mather, född 1663, död 1728, var en predikant och författare med stort religiöst och politiskt inflytande.